# コバイア語

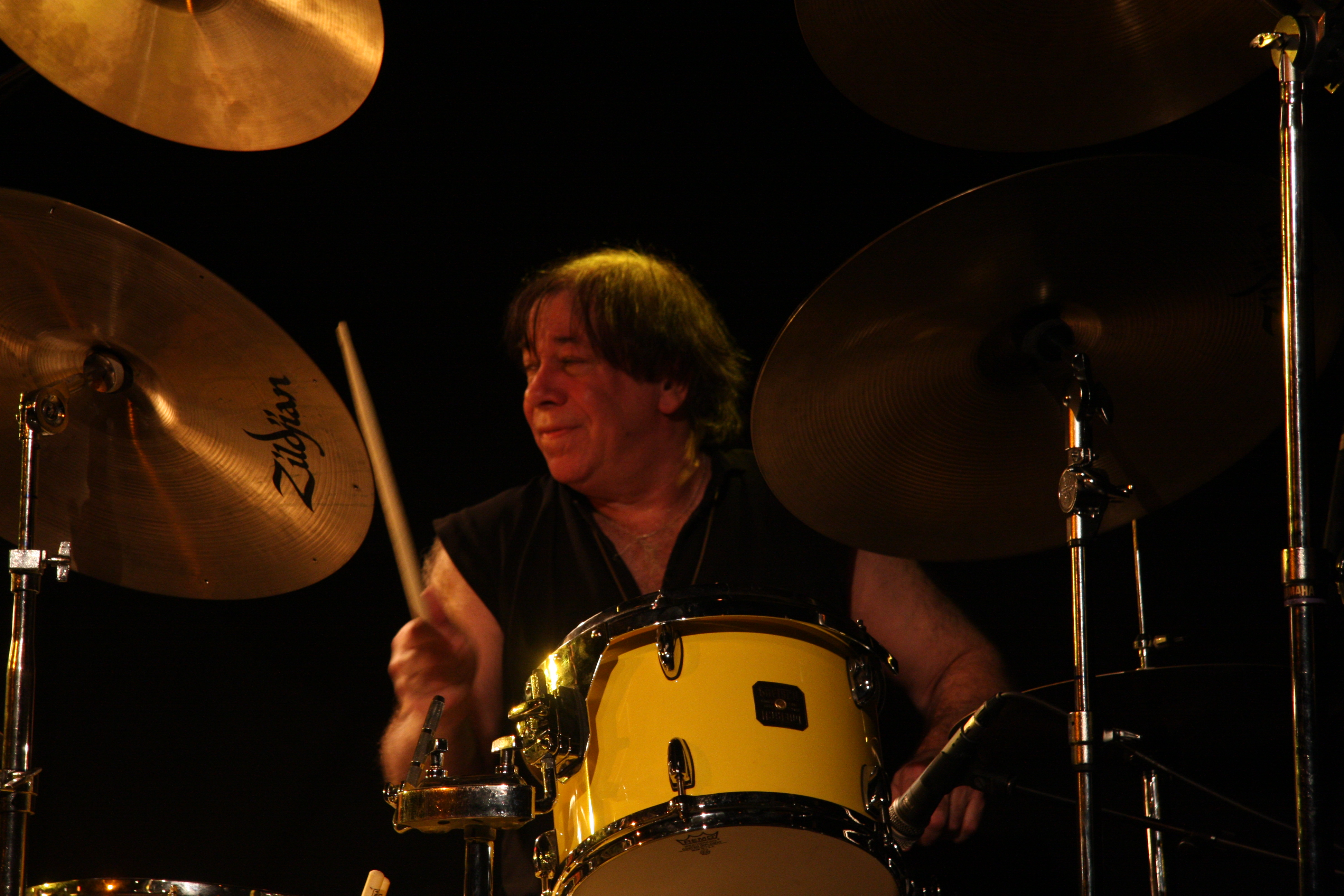
クリスチャン・ヴァンデ。2009年のライブにて

コバイア語 (コバイアご、Kobaïan)は、フランスのドラマー兼作曲家クリスチャン・ヴァンデと彼が率いるプログレッシブ・ロック・バンド、マグマによって創作された歌詞のための言語である。これはヴァンデによって考案された架空の惑星である「コバイア」の言語であり、この惑星はコバイア語で歌われるマグマの10枚のコンセプト・アルバムの音楽で表現されるスペースオペラの舞台となっている。

## 発展
フランスのドラマーで作曲家であるクリスチャン・ヴァンデ(Christian Vander)はアメリカのジャズ・ミュージシャン兼作曲家であるジョン・コルトレーンの死後の空虚を満たすという目的で、1969年暮れにプログレッシブ・ロック・バンド、マグマを結成した。マグマの最初のアルバムである『マグマ(MAGMA)』（のちに『コバイア (Kobaïa)』として再発売)は未来の地球に逃れてきた難民の物語であり、コバイアと呼ばれる架空の惑星を舞台としている 。歌詞はすべてヴァンデがアルバムのために構築したコバイア語であり、歌詞はソロで歌われたり、「どっしりした半ばオペラ的なコーラス」によって歌われたりする。その後30年間マグマはさらにコバイアの神話を受け継ぎ、すべてコバイア語で歌われる九つのアルバムを発表した。
ヴァンデはインタビューにおいて「フランス語は十分に表現的とはいえなかった。物語に対しても、音楽の響きに関しても」と述べ、それゆえマグマのためにコバイア語を考案したと述べた。彼はこの言語が音楽と並行して発展したものであり、彼がピアノで作曲すると同時に発音が現れてきたと述べた。ヴァンデはコバイア語が一部スラヴ語‐ドイツ語の要素を、また一部はアメリカのアヴァンギャルドジャズシンガーのレオン・トーマスによるスキャット‐ヨーデル的歌唱スタイルをベースにしていると語った。のちにさらなる言語の拡大がグループによってなされ、マグマのメンバーが入れ替わるにつれ、新しいアイデアがこの言語（と音楽）に取り入れられるようになった。
イギリスの音楽評論家であるイアン・マクドナルドはコバイア語が「意味的」ではなく「音声的」であり、「言語に適用される意味よりも『聞こえ』に基づいている」と述べた。マグマのボーカルのひとりであるクラウス・ブラスキス Klaus Blasquizは、コバイア語を言葉が「音楽とは切り離せない」「心の言語」であると述べた 。マグマの専門家であるマイケル・ドレイン (Michael Draine)は「コバイア語の歌詞により与えられる抽象的要素は、慣習的な言語ではめったに与えられることのない感情的な奔放さの高みまでマグマのシンガーを引き上げるように見える」と述べた。
マグマのアルバムのコバイア語の歌詞は一般的に翻訳されていないが（ただし、A&Mによる『呪われし地球人たちへ』のイギリスにおける最初のリリースではコバイア語の歌詞と英語の翻訳が併記されていた）、アルバムのライナーノーツではフランス語でコバイアの物語を明らかにするいくらかの手がかりが記されている。この言語のもともとの意図は内容が精細にわからないようにすることであったが、非公式のコバイア語のオンライン語彙目録がマグマのファンにより製作され、またヴァンデ自身もそれ以来多くの言葉の翻訳を行っている。

## 影響
クリスチャン・ヴァンデはマグマの音楽を「ズール」（コバイア語で『天上』)と呼び 、ザオ（フランス）アール・ゾイ （フランス）そしてユニヴェル・ゼロ（ベルギー）など他の多くの（大部分はフランスの）バンドに影響を与えた。ズールはのちにマグマのものと類似した音楽ジャンルを指し示すようになった。ルインズや高円寺百景のようないくつかの日本のズール・バンドも発生し、歌詞もコバイア語に類似した人工言語が使用されている。

## 参照
- Macan, Edward (1997). Rocking the classics: English progressive rock and the counterculture. Oxford University Press US. p. 1976. ISBN 0-19-509888-9
- Buckley, Peter (2003). The rough guide to rock. Rough Guides. pp. 629–630. ISBN 1-84353-105-4

1. 1 2 3 4 5 6  Stump, Paul (1995年7月). “Different Drummer: Magma - interview with Christian Vander, page 2”. The Wire. 2009年10月16日閲覧。
2. ↑  Buckley, p. 629.
3. ↑  Macan, p. 1976.
4. 1 2  Culshaw, Peter (2009年10月1日). “Magma interview for Celestial Mass”. The Daily Telegraph. 2009年10月16日閲覧。
5. 1 2 3 4  “Magma: Mekanik Destruktiw Kommandoh”. Tiny Mix Tapes. 2009年10月16日閲覧。
6. ↑  Ankeny, Jason. “Magma”. AllMusic. 2009年10月16日閲覧。
7. 1 2  Thelen, Peter (1995年). “Magma”. Perfect Sound Forever. 2009年10月16日閲覧。
8. ↑  Stump, Paul (1995年7月). “Different Drummer: Magma - interview with Christian Vander, page 4”. The Wire. 2009年10月16日閲覧。
9. ↑  Stern, Theresa. “Christian Vander interview”. Drummer World. 2009年10月16日閲覧。
10. 1 2  MacDonald, Ian (1975年). “An Irresistible Life Force”. Ork Alarm!. 2009年10月16日閲覧。
11. ↑  Stump, Paul (1995年7月). “Different Drummer: Magma - interview with Christian Vander, page 3”. The Wire. 2009年10月16日閲覧。
12. ↑  Buckley, p. 630.
13. ↑  McLatchey, Mike. “A Guide to the Progressive Rock Genres”. The Gibraltar Encyclopedia of Progressive Rock. 2009年10月16日閲覧。
14. ↑  “Christian Vander”. Last.fm. 2009年10月16日閲覧。